# Charles-Alexandre de Tour et Taxis
Vous pouvez aider à l'améliorer ou bien discuter des problèmes sur sa page de discussion.
- Certaines informations devraient être mieux reliées aux sources mentionnées dans la bibliographie ou les liens externes. Améliorez sa vérifiabilité en les associant par des références. (Marqué depuis août 2022)
- Son texte doit être wikifié : il ne correspond pas à la mise en forme Wikipédia (style, typographie, liens internes, liens entre les wikis, etc.). (Marqué depuis août 2022)

Pour les autres membres de la famille, voir Maison de Thurn und Taxis.
Charles-Alexandre de Tour et Taxis (en allemand : Karl Alexander, prince von Thurn und Taxis), né le 22 février 1770 à Ratisbonne et mort le 15 juillet 1827 à Dischingen, Schloss Taxis (en)), est un prince allemand, dernier maître général des postes du Saint-Empire.

## Biographie
Fils du prince Charles-Anselme de Tour et Taxis (de) et de la duchesse Augusta de Wurtemberg (fille du duc Charles-Alexandre de Wurtemberg et de la princesse Marie-Auguste de Tour et Taxis), il suivit ses études aux Universités de Strasbourg, de Würzburg et de Mayence, puis termina sa formation par le fameux tour d'Europe qu'accomplissaient les jeunes gens de la noblesse et des dynasties souveraines.
A l'âge de 19 ans, Karl Alexander épouse, le 25 mai 1789 à Neustrelitz, la duchesse Thérèse de Mecklenbourg-Strelitz, fille du grand-duc Charles II de Mecklembourg-Strelitz et de la princesse Frédérique de Hesse-Darmstadt. La duchesse est la sœur de la célèbre reine Louise de Prusse et de la reine Frédérique de Hanovre; elle est la nièce de la reine Charlotte du Royaume-Uni. Ils eurent :
- Charlotte-Louise (1790-1790) ;
- Georges-Charles (1792-1795)
- Marie Thérèse (1794-1874), épouse du prince Paul III Anton Esterházy ;
- Louise-Frédérique (1798-1798)
- Marie Sophie Dorothée (1800-1870), épouse du duc Paul-Guillaume de Wurtemberg ;
- Maximilian Karl de Thurn und Taxis (en) (1802-1871) ;
- Frédéric-Guillaume (1805-1825)

En 1797, il succède à son père dans la position de Prinzipalkommissar (de) de la Diète perpétuelle d'Empire.
Après la chute du Saint-Empire romain germanique en 1806, le système postal Thurn und Taxis continua à exister sous la forme d'une compagnie privée, la Thurn-und-Taxis-Post dont le prince Karl Alexander est le directeur.
Il était membre des Chambres hautes du Royaume de Wurtemberg et du Royaume de Bavière.

## Sources
- Wolfgang Behringer, Thurn und Taxis, München 1990
- Wolfgang Behringer, Im Zeichen des Merkur, Göttingen 2003
- Wolfgang Behringer, Innovative Reichsfürsten, 2005
- Martin Dallmeier, Quellen zur Geschichte des europäischen Postwesens, 1977
- Ludwig Kalmus, Weltgeschichte der Post, Wien 1937
- Max Piendl (de), Das fürstliche Haus Thurn und Taxis, Regensburg 1980